# Comuna Mintiu Gherlii, Cluj
Mintiu Gherlii (în maghiară Szamosújvárnémeti, Németi, în germană Deutschendorf) este o comună în județul Cluj, Transilvania, România, formată din satele Bunești, Mintiu Gherlii (reședința), Nima, Pădurenii, Petrești și Salatiu.

## Date geografice
Este situată în partea de nord-est a Dealurilor Jimborului, la estul Dealurilor Dejului, pe râul Someșul Mic.

## Demografie
Componența etnică a comunei Mintiu Gherlii
     Români (85,91%)
     Romi (2,72%)
     Alte etnii (11,37%)
Componența confesională a comunei Mintiu Gherlii
     Ortodocși (80,46%)
     Penticostali (3,75%)
     Greco-catolici (2,08%)
     Alte religii (2,53%)
     Necunoscută (11,17%)
Conform recensământului efectuat în 2021, populația comunei Mintiu Gherlii se ridică la 3.598 de locuitori, în scădere față de recensământul anterior din 2011, când fuseseră înregistrați 3.746 de locuitori. Majoritatea locuitorilor sunt români (85,91%), cu o minoritate de romi (2,72%). Din punct de vedere confesional, majoritatea locuitorilor sunt ortodocși (80,46%), cu minorități de penticostali (3,75%) și greco-catolici (2,08%), iar pentru 11,17% nu se cunoaște apartenența confesională.

## Politică și administrație
Comuna Mintiu Gherlii este administrată de un primar și un consiliu local compus din 13 consilieri. Primarul, Radu-Iustinean Cîmpan[*], de la Partidul Social Democrat, este în funcție din 1 noiembrie 2024. Începând cu alegerile locale din 2024, consiliul local are următoarea componență pe partide politice:
|  | Partid                          | Consilieri | Componența Consiliului | Componența Consiliului | Componența Consiliului | Componența Consiliului | Componența Consiliului |
|  | ------------------------------- | ---------- | ---------------------- | ---------------------- | ---------------------- | ---------------------- | ---------------------- |
|  | Partidul Social Democrat        | 5          |                        |                        |                        |                        |                        |
|  | Partidul Național Liberal       | 4          |                        |                        |                        |                        |                        |
|  | Alianța Dreapta Unită           | 3          |                        |                        |                        |                        |                        |
|  | Alianța pentru Unirea Românilor | 1          |                        |                        |                        |                        |                        |

### Evoluție istorică
De-a lungul timpului populația comunei a evoluat astfel:

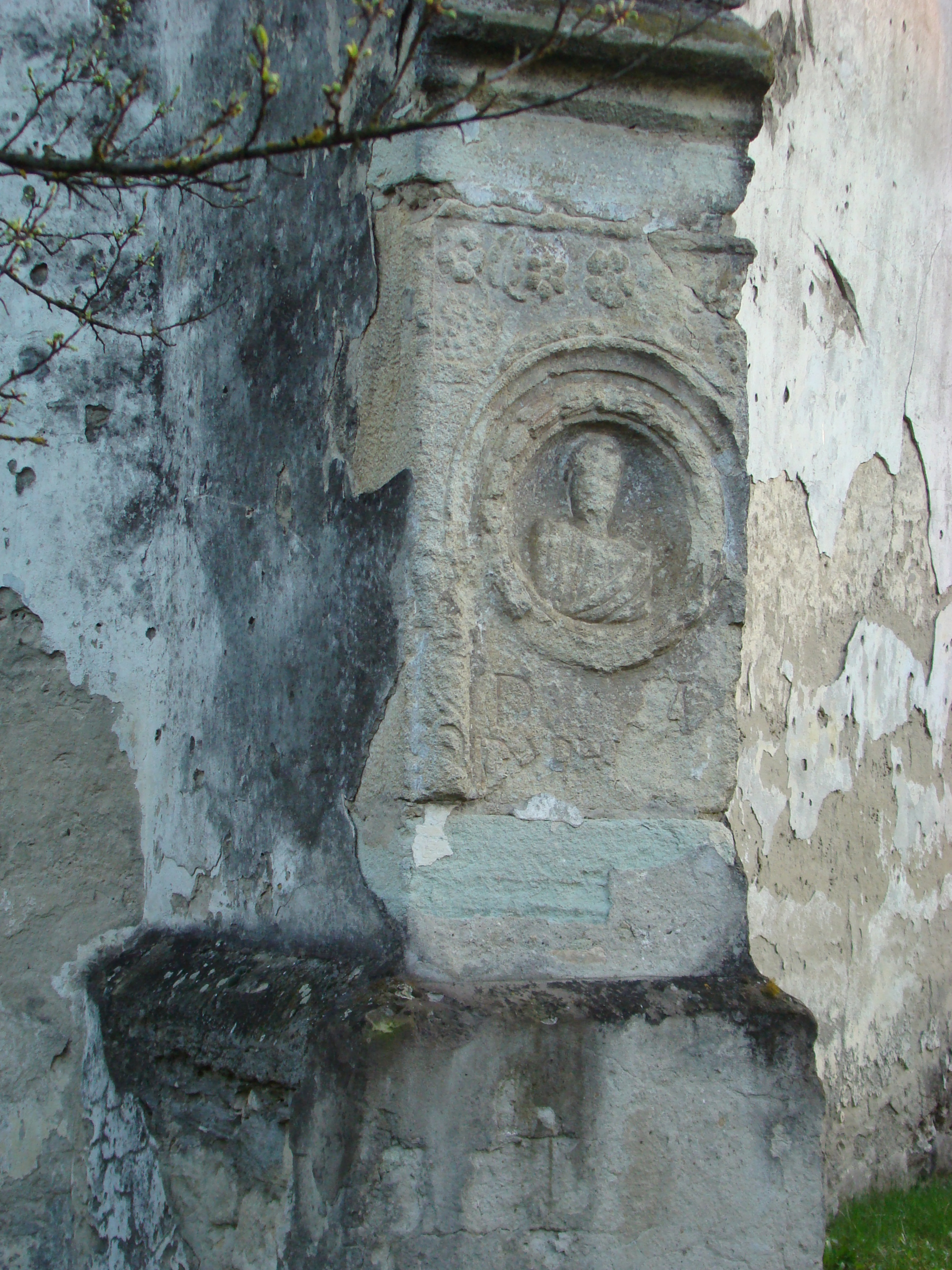
Monument funerar din epoca romană, încorporat în biserica medievală din Mintiu

Mintiu Gherlii - evoluția demografică

|  | Graficele sunt indisponibile din cauza unor probleme tehnice. Mai multe informații se găsesc la Phabricator și la wiki-ul MediaWiki. |

Date: Recensăminte sau birourile de statistică - grafică realizată de Wikipedia

## Istoric
Satul a fost întemeiat în sec. XI-XII de coloniști germani din Bavaria și a aparținut în Evul Mediu domeniului latifundiar din Unguraș. Germanii din Mintiu s-au asimilat cu maghiarii până în secolul al XVI-lea.

## Lăcașuri de cult
- Biserica medievală din Mintiu Gherlii, din secolul al XIII-lea, monument istoric și de arhitectură (în stil gotic)
- Biserica românească de lemn „Sf. Arhangheli Mihail și Gavriil” din Nima, din 1774.
- Mănăstirea română unită „Sfânta Cruce” din Mintiu Gherlii.

## Personalități născute aici
- Ioan Roman (1880 - 1930), învățător, deputat în Marea Adunare Națională de la Alba Iulia;
- Grigore Horgoș (1888 - 1963), deputat în Marea Adunare Națională de la Alba Iulia;
- Gheorghe Crăciun (1913 - 2001), colonel al Securității
- Nicolae Șteiu (1935 - 2025), istoric, pedagog;
- Aurelia Szőke (1936 - 2013), handbalistă;
- Daniela Gurz (n. 1991), fotbalistă.

## Vezi și
- Biserica de lemn din Nima
- Biserica de lemn din Pădureni (comuna Mintiu Gherlii)
- Biserica reformată din Nima
- Biserica reformată din Mintiu Gherlii
- Someșul Mic (sit de importanță comunitară)

## Imagini

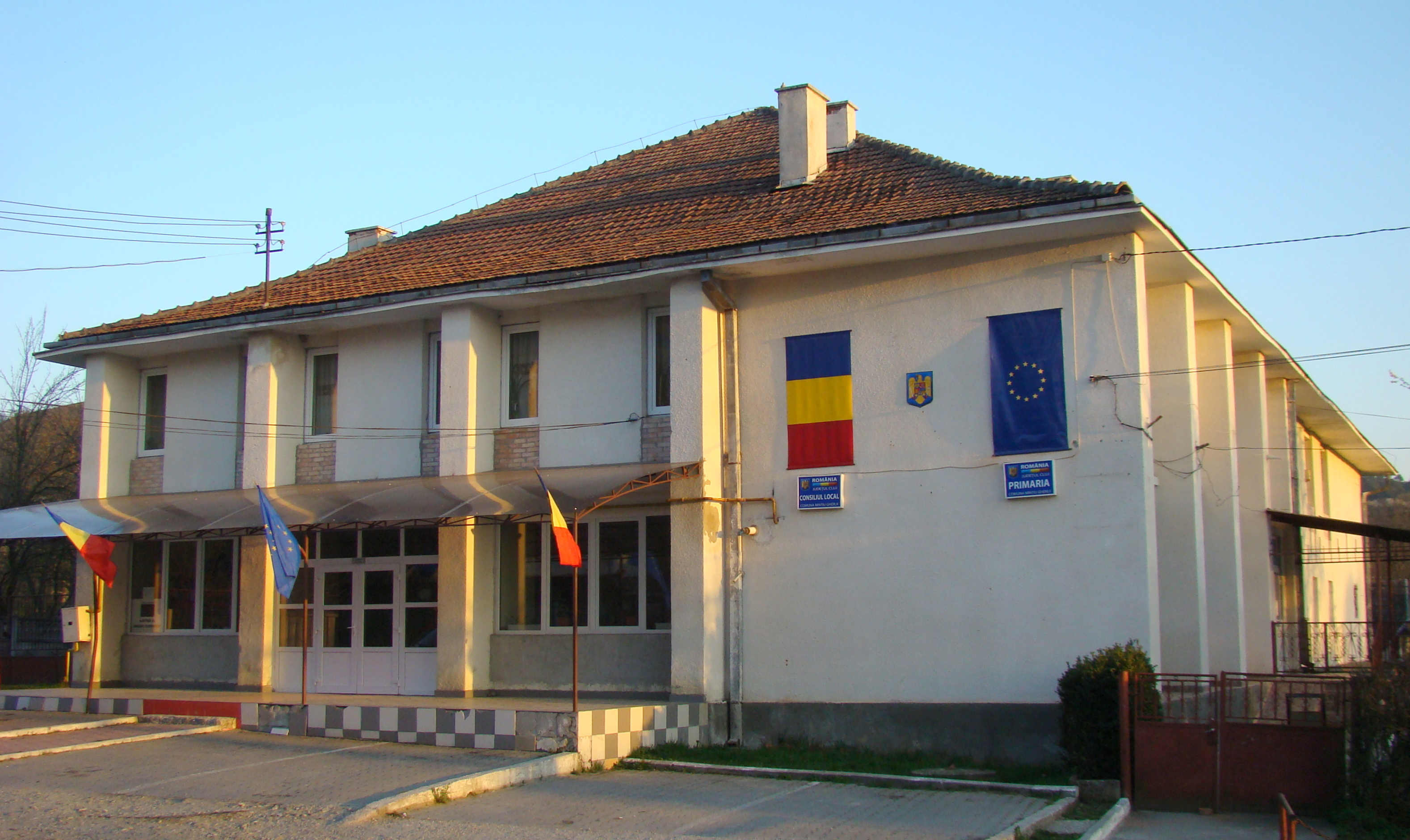
Primăria comunei
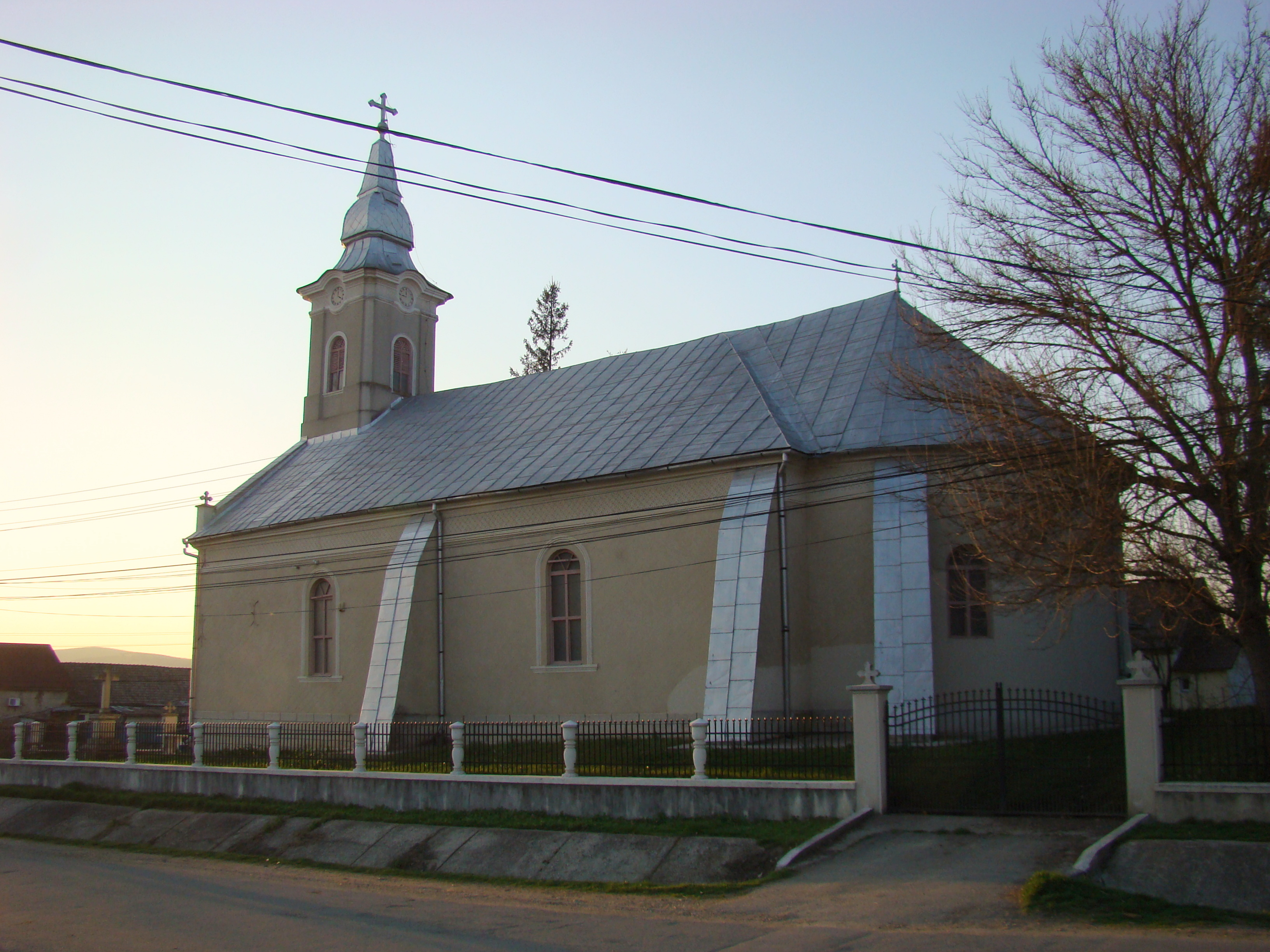
Biserica ortodoxă din Mintiu Gherlii (1852)
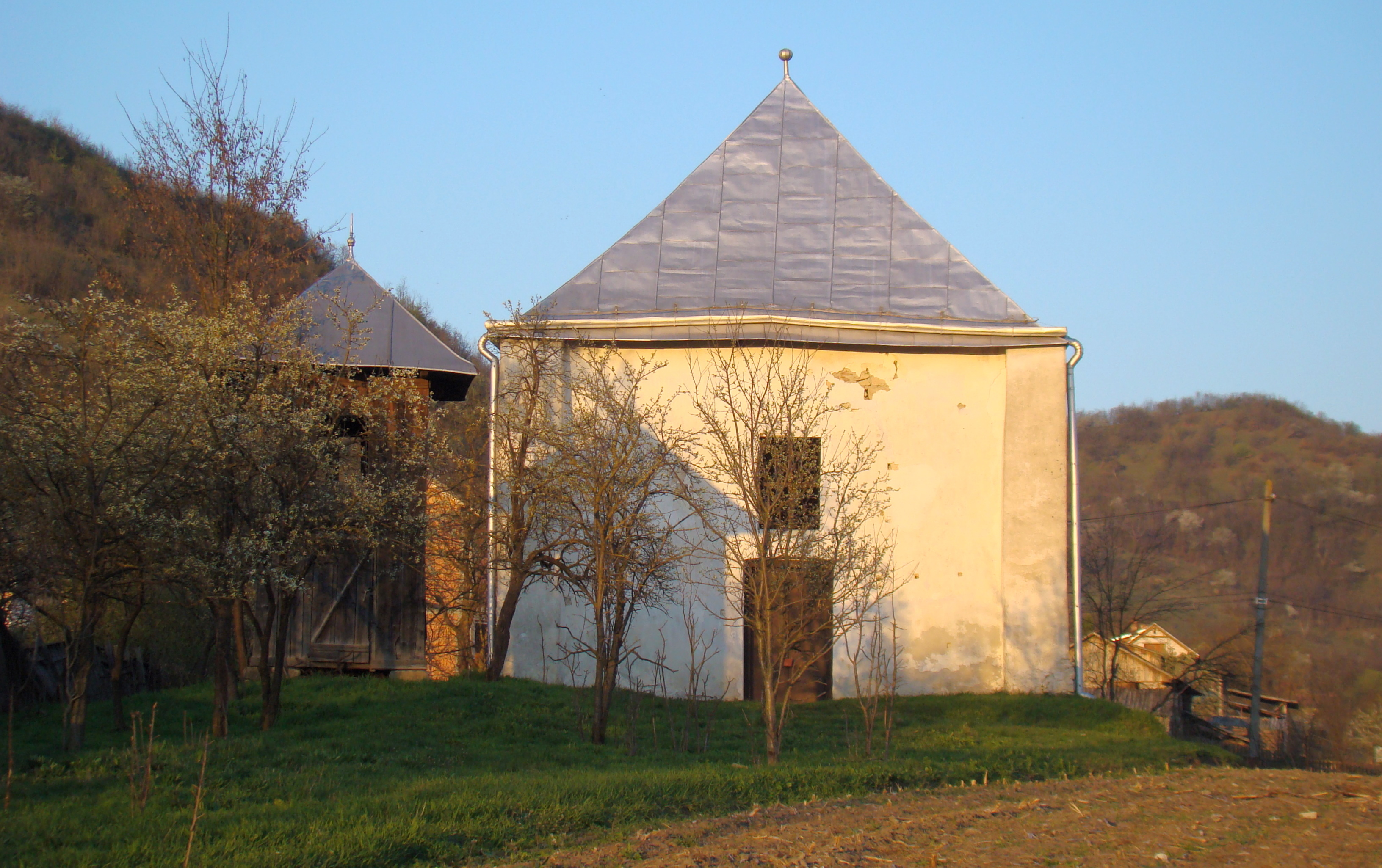
Biserica reformată din Mintiu Gherlii (monument istoric)
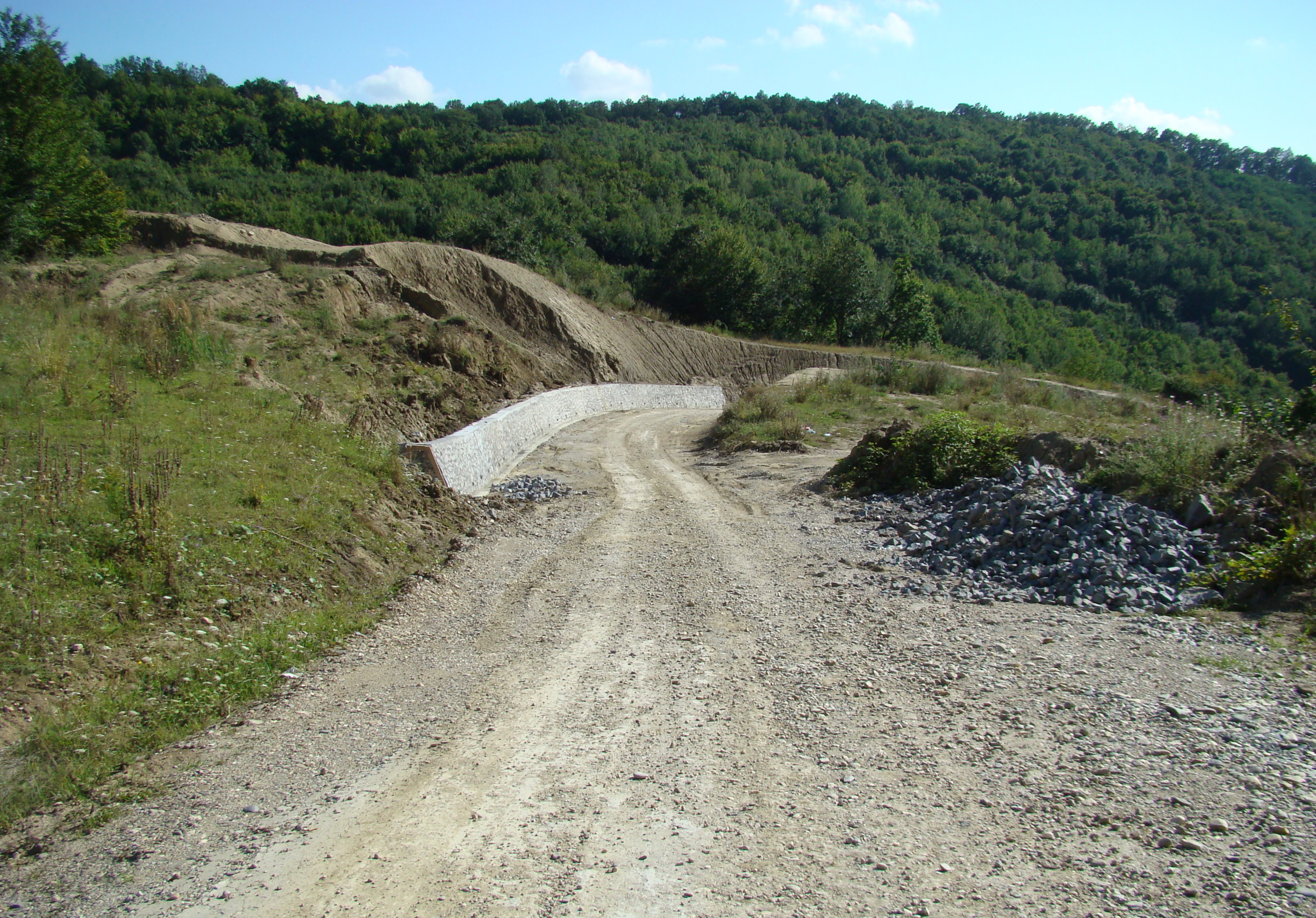
Drumul Pădureni-Mintiu Gherlii
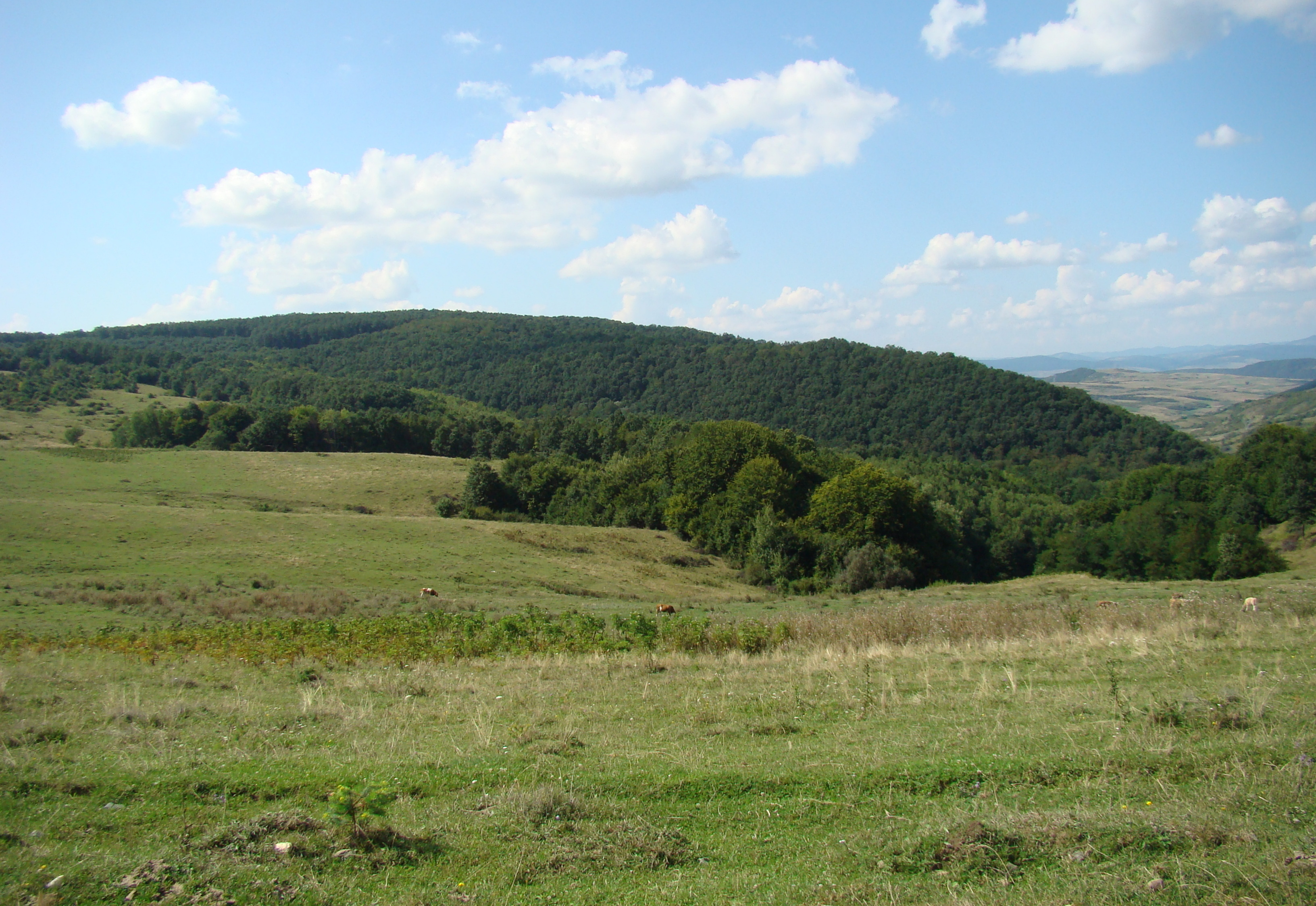
Satul Pădureni din comuna Mintiu Gherlii (județul Cluj)
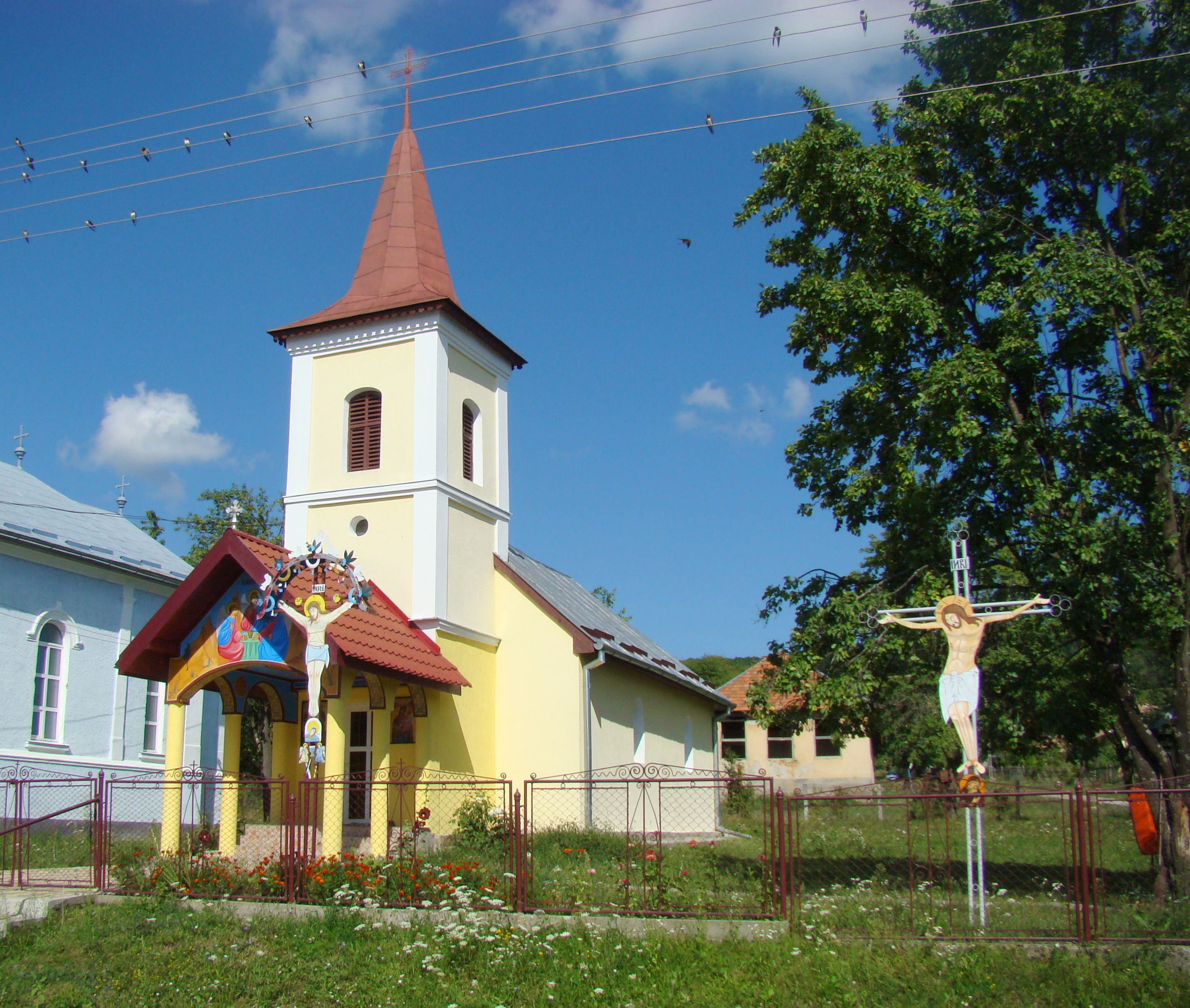
Biserica de lemn „Sfânta Treime” din satul Pădureni (fost Țop)
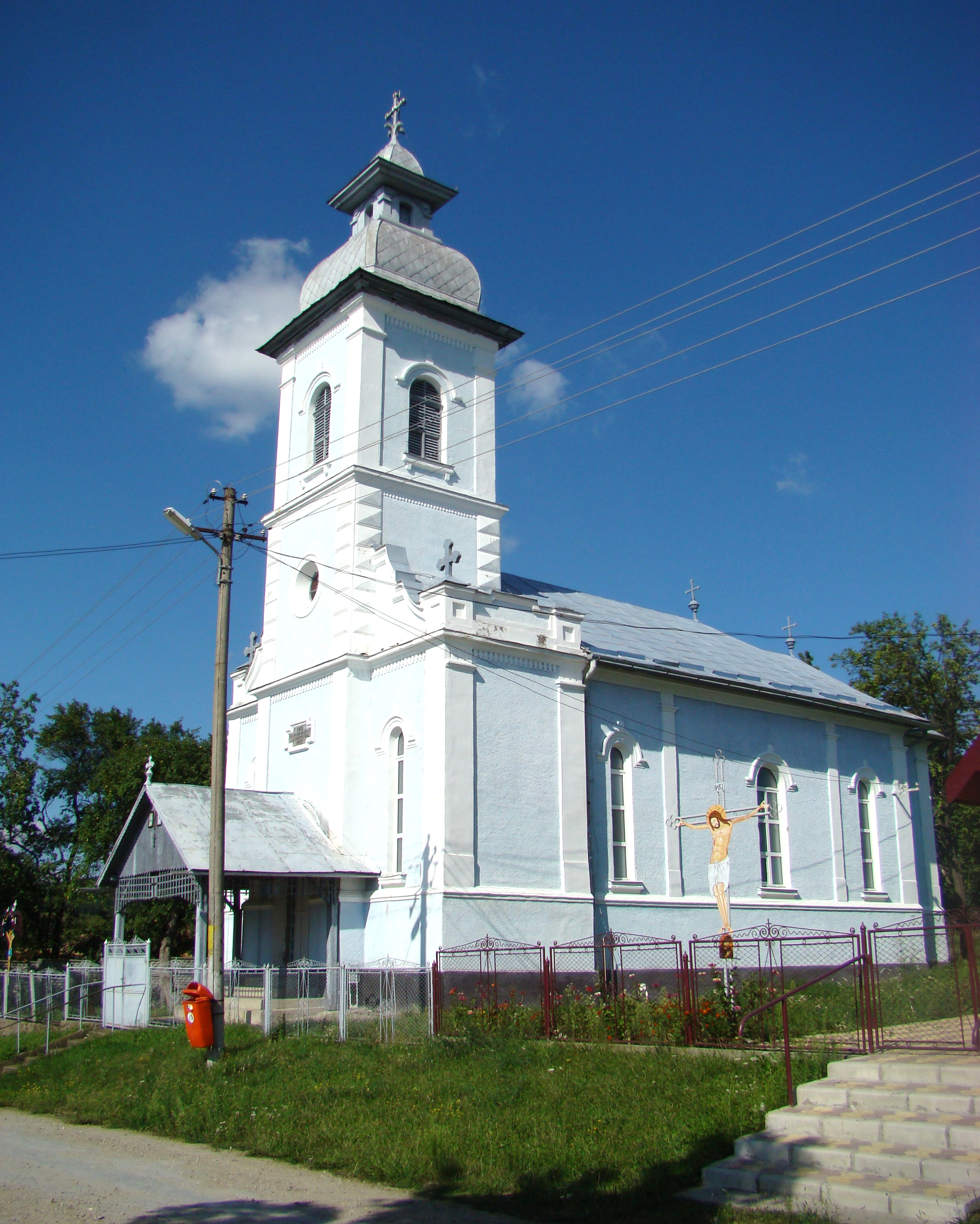
Biserica Sfinții Arhangheli din satul Pădureni (fost Țop)
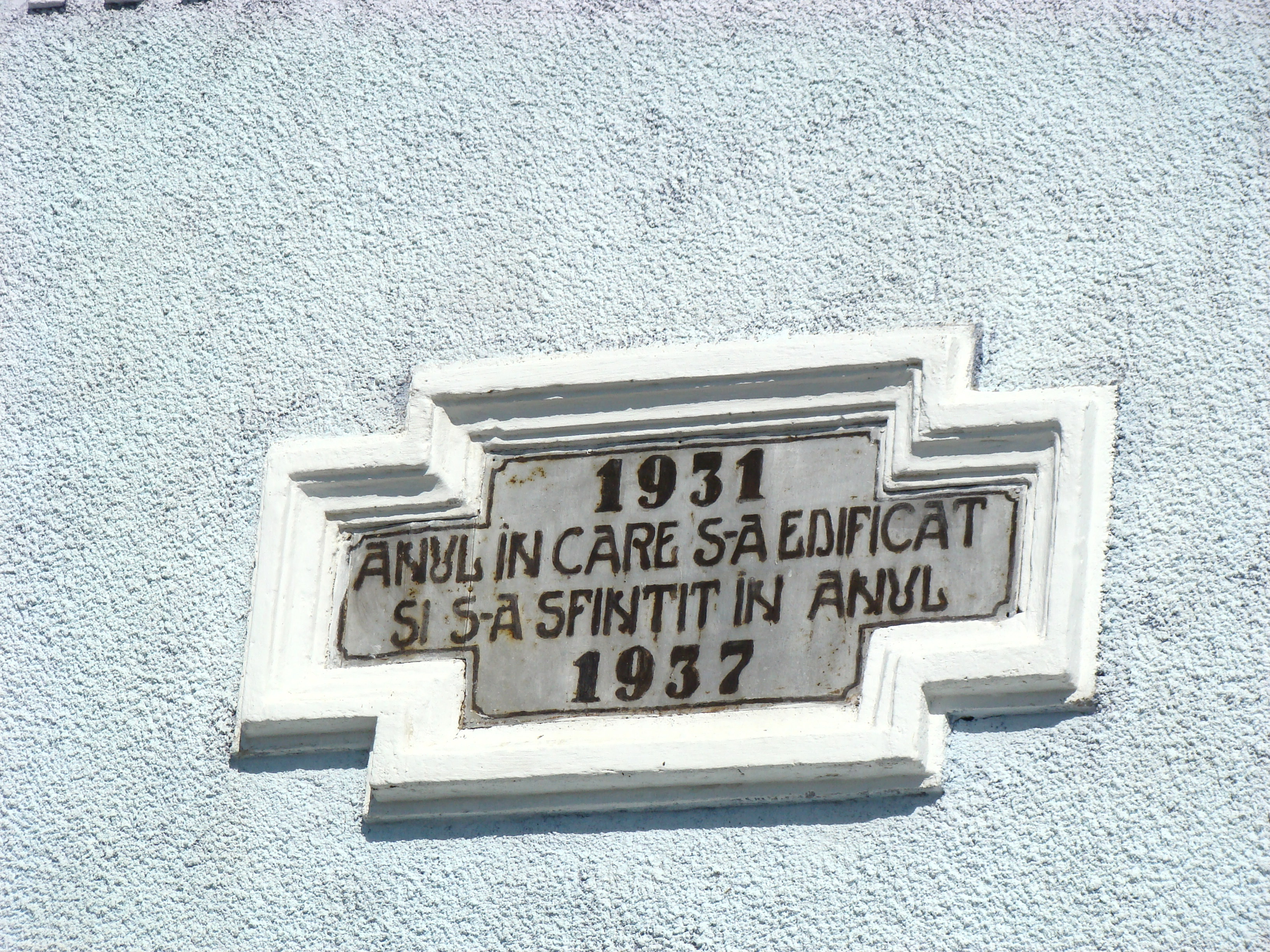
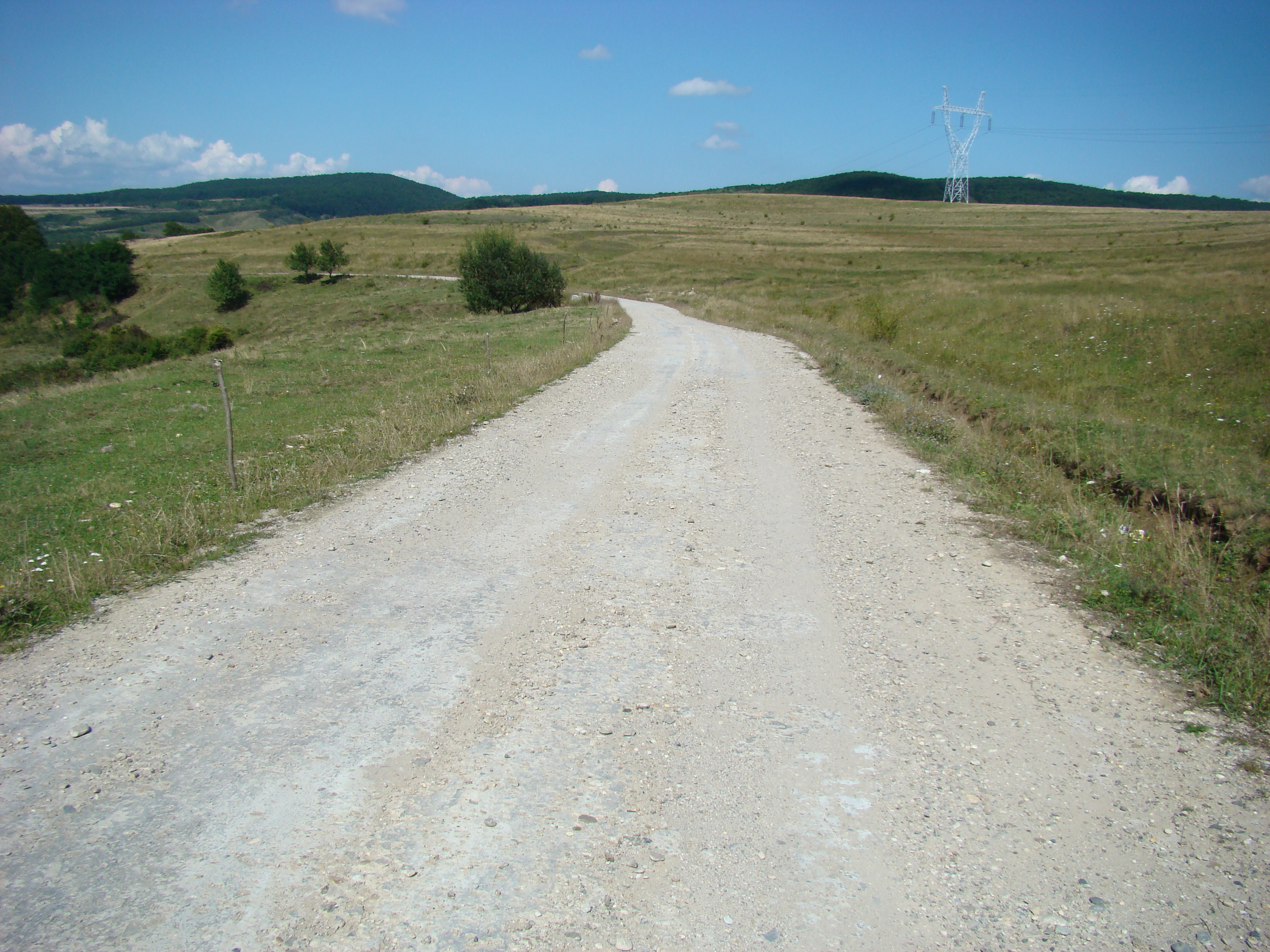
Drumul Pădureni-Mintiu Gherlii
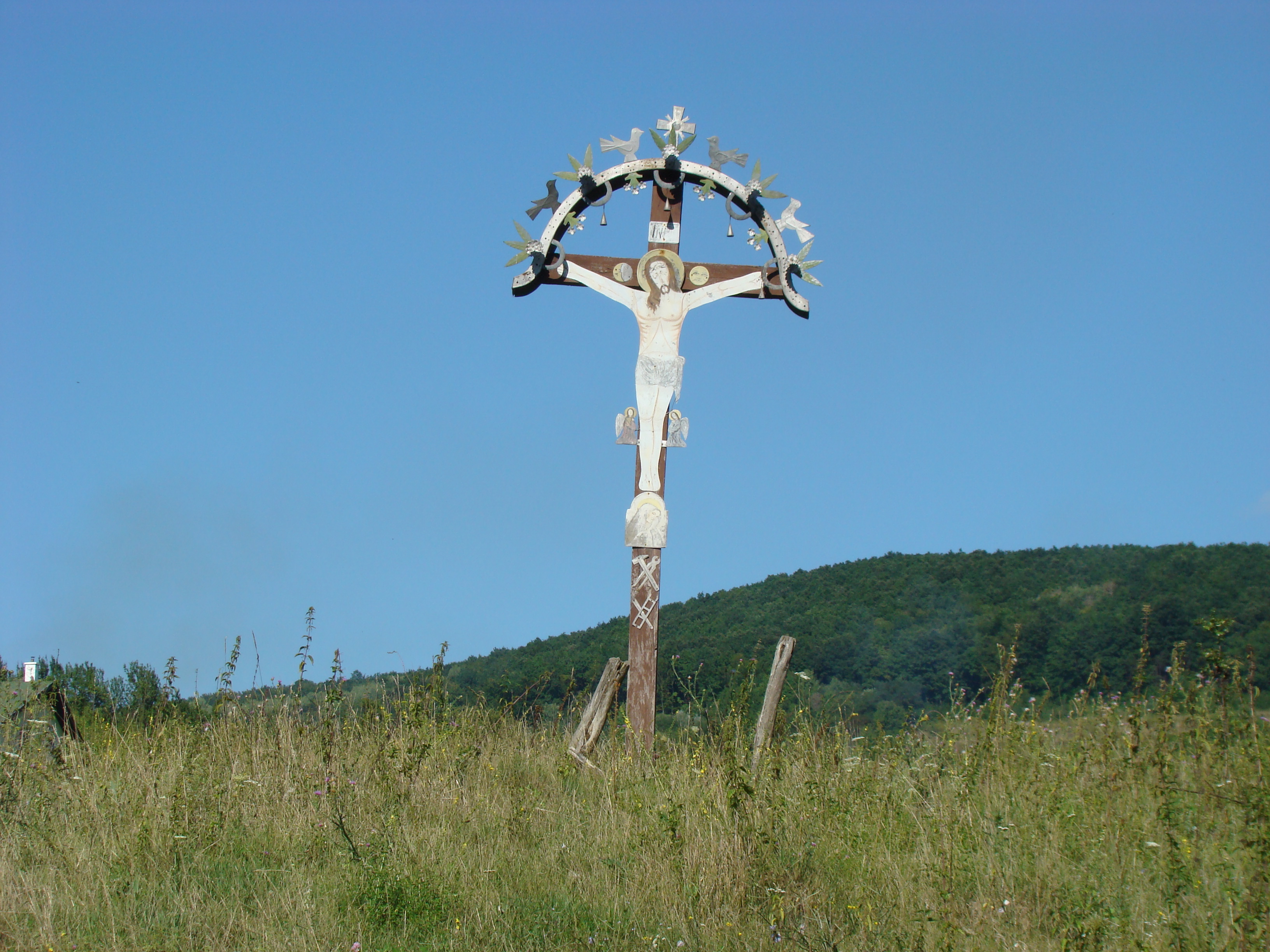
Troița
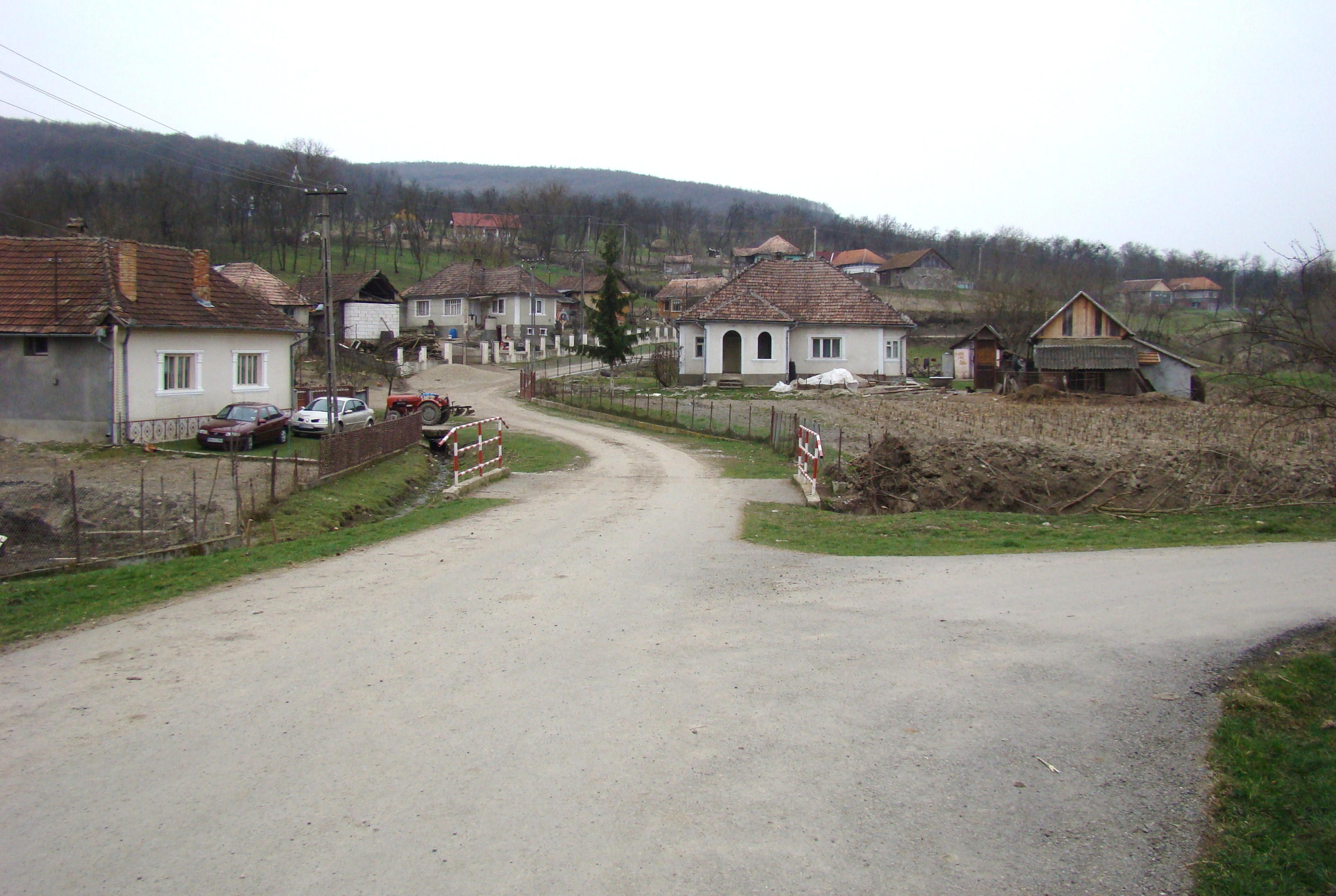
Nima
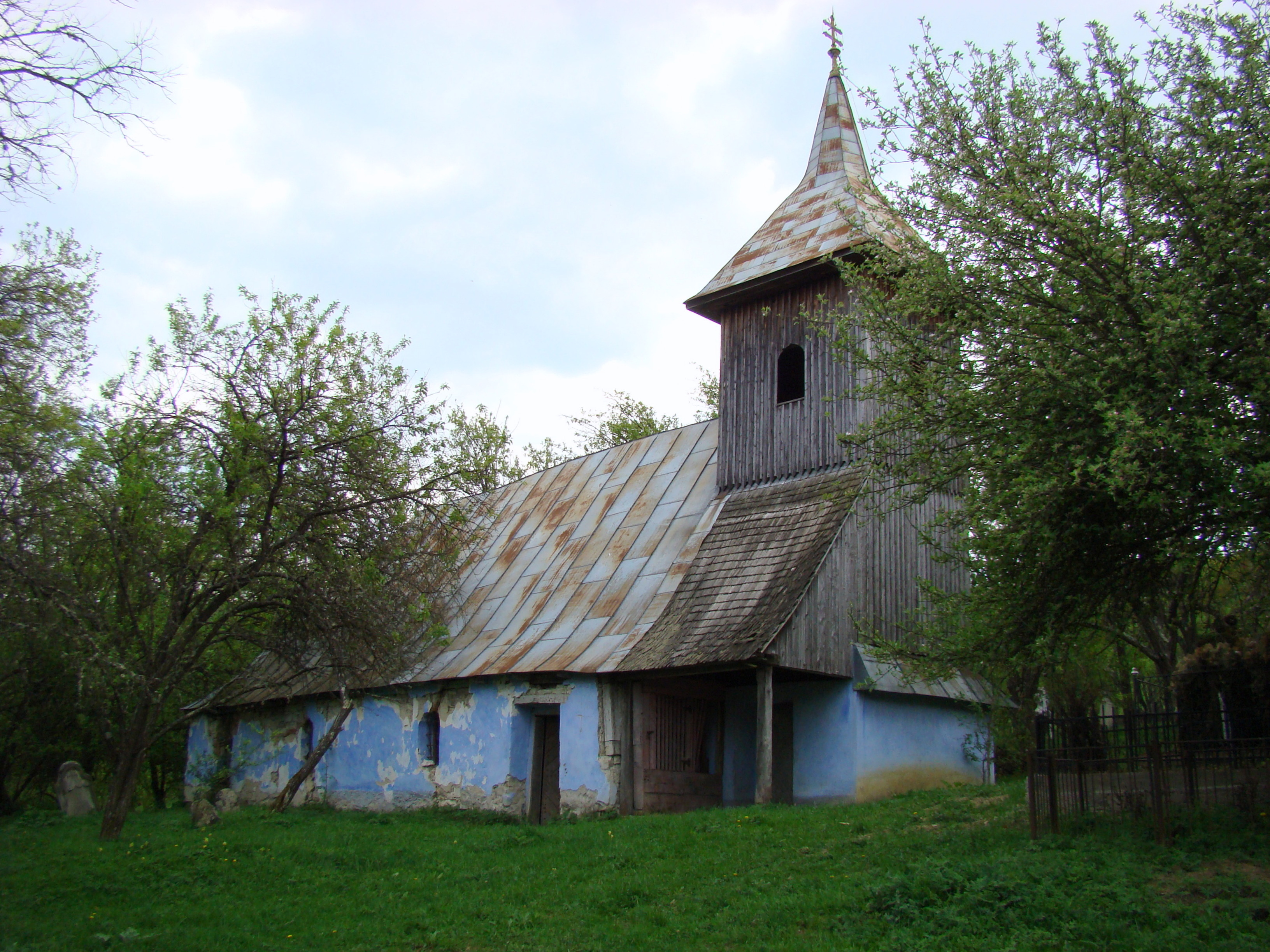
Biserica de lemn din Nima (monument istoric)
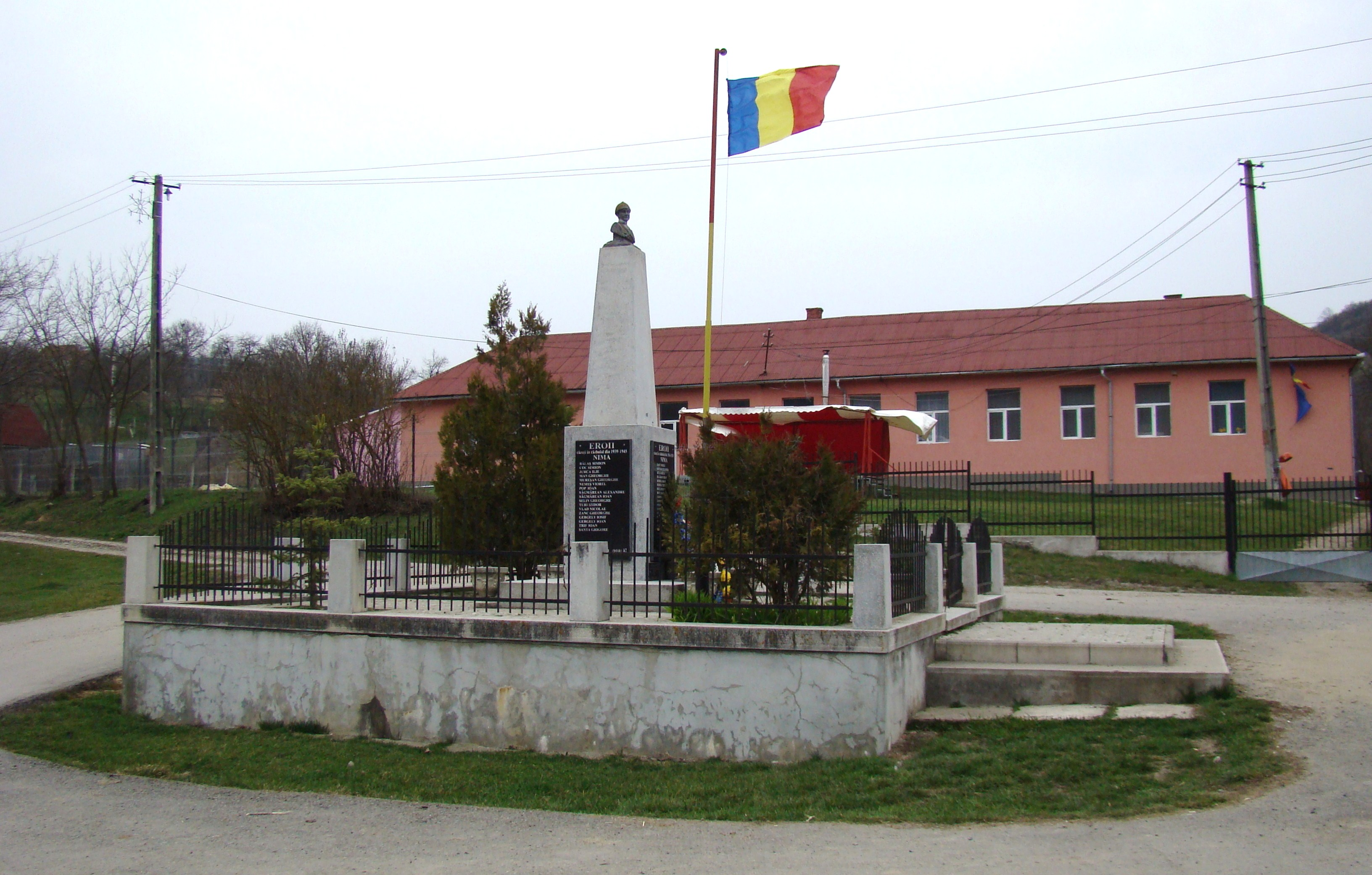
Monumentul eroilor din Nima
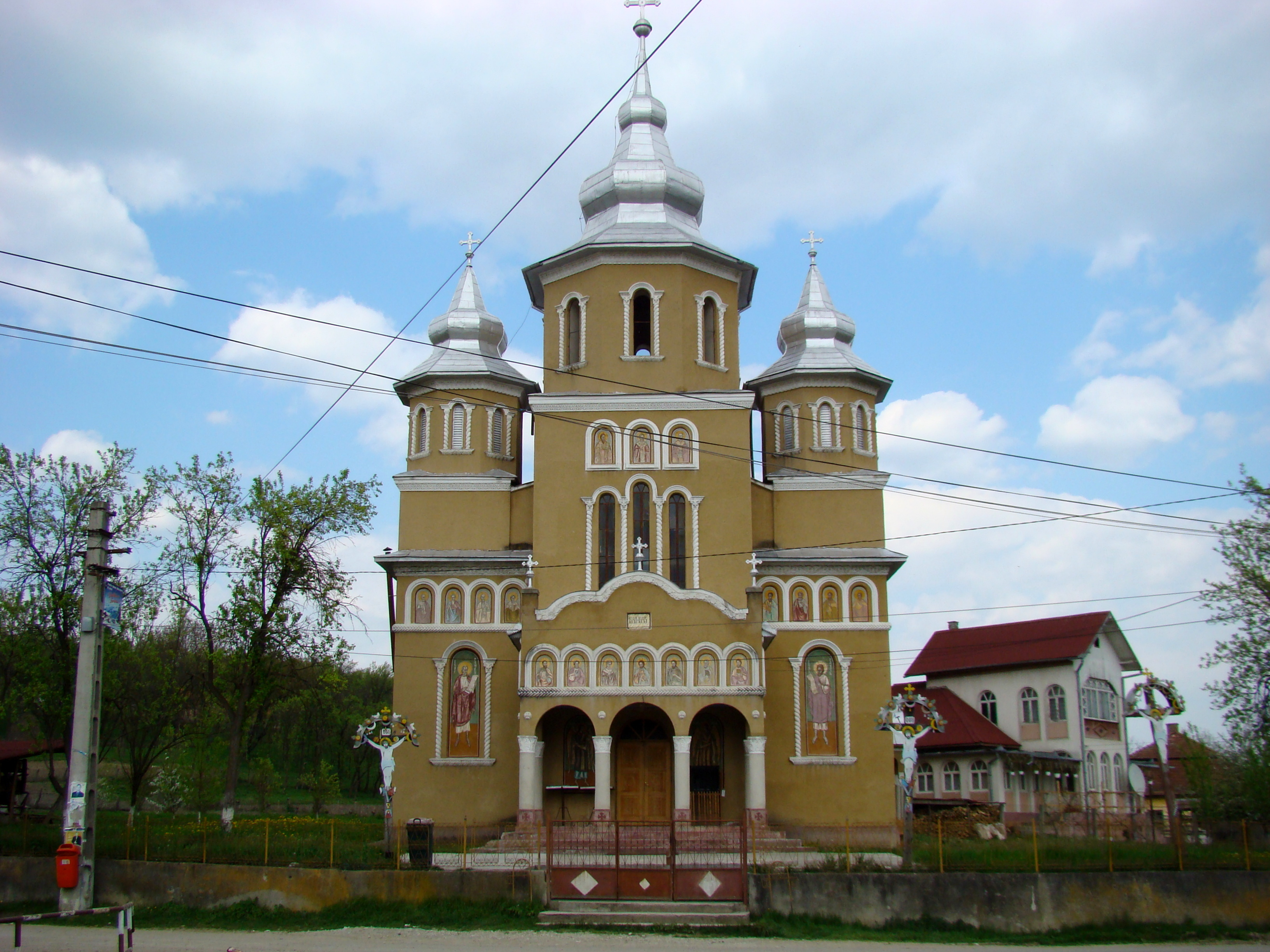
Biserica ortodoxă din Nima
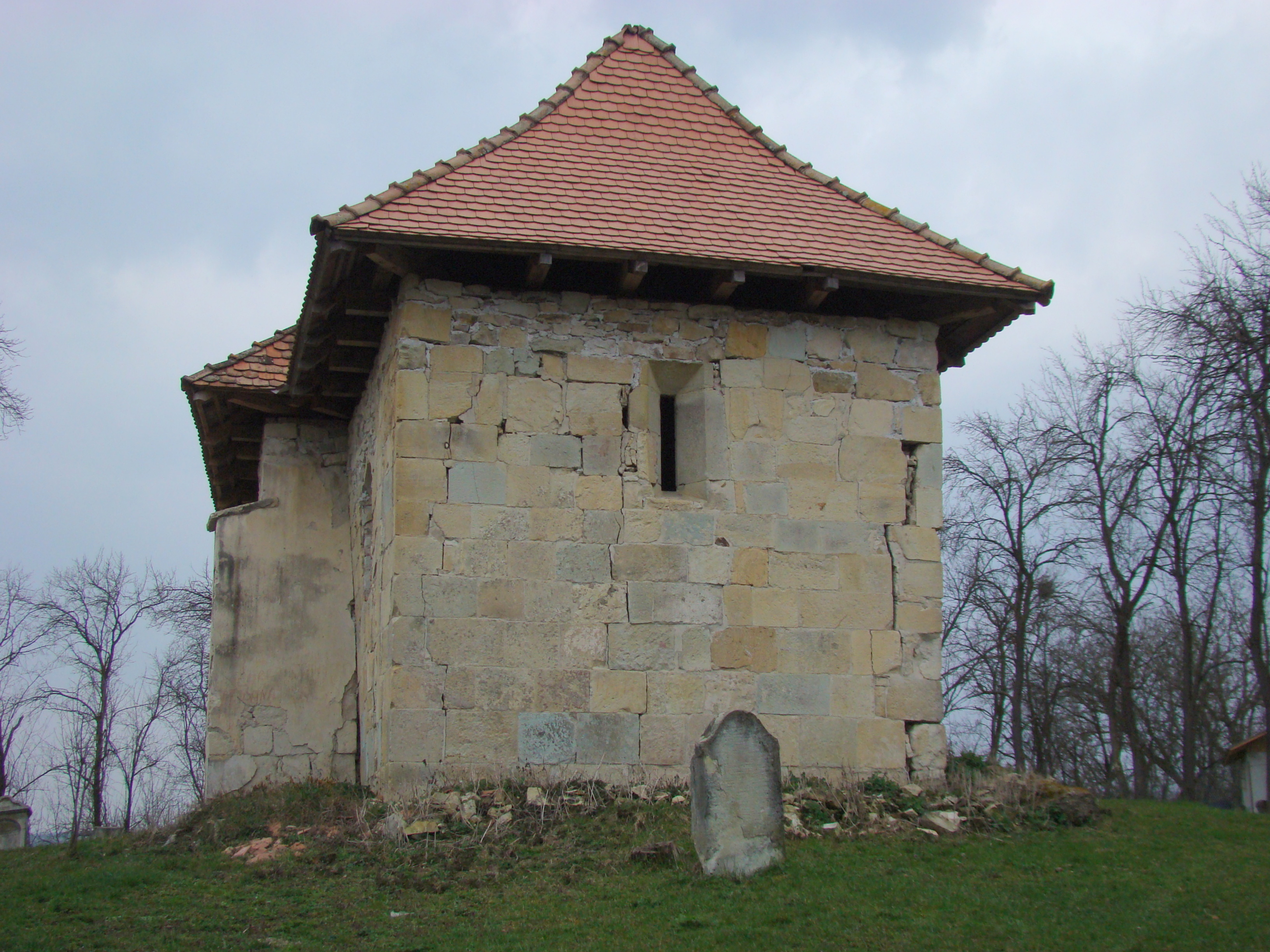
Biserica reformată din satul Nima (monument istoric)
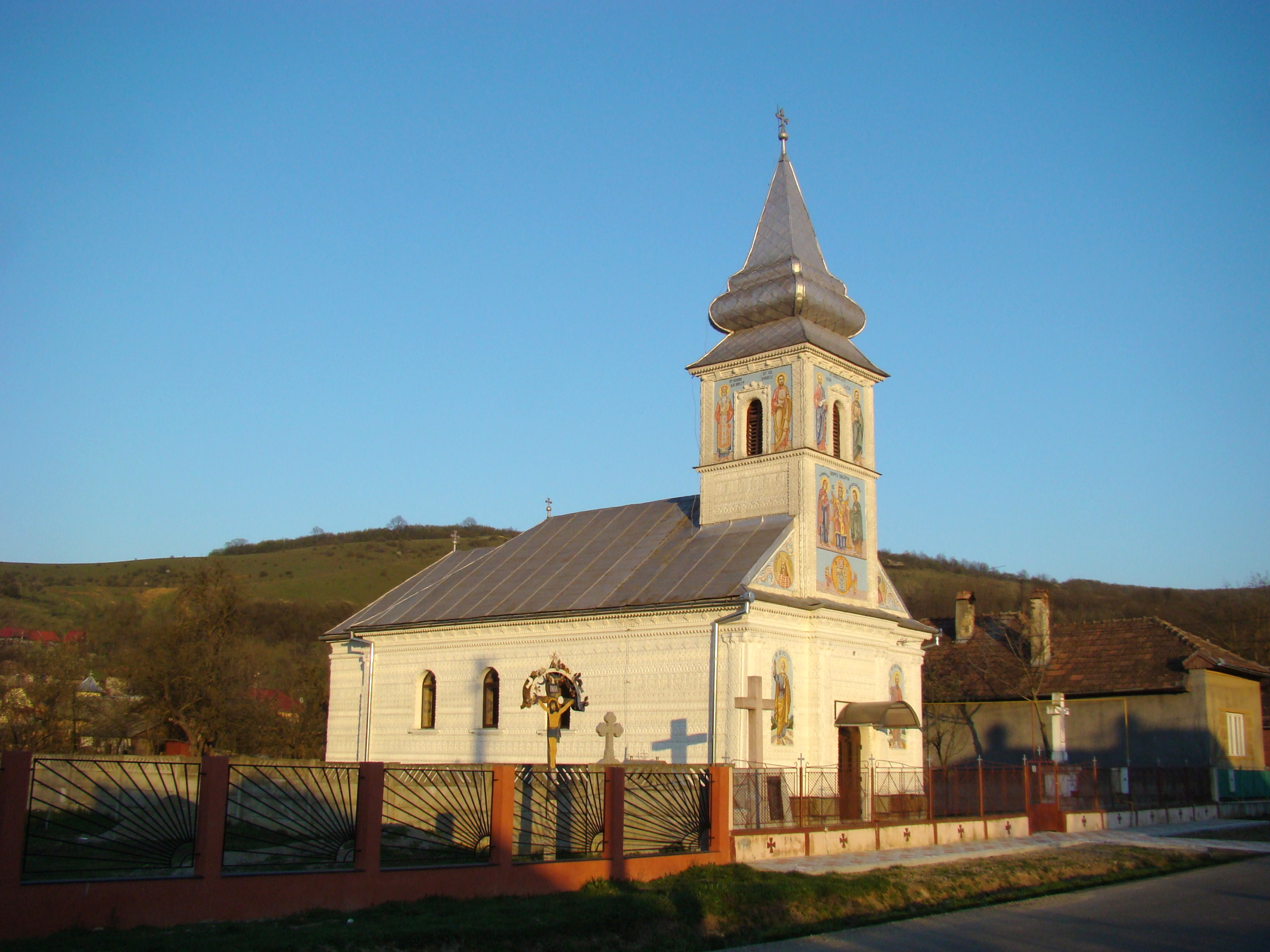
Biserica ortodoxă din satul Petrești (inițial greco-catolică)
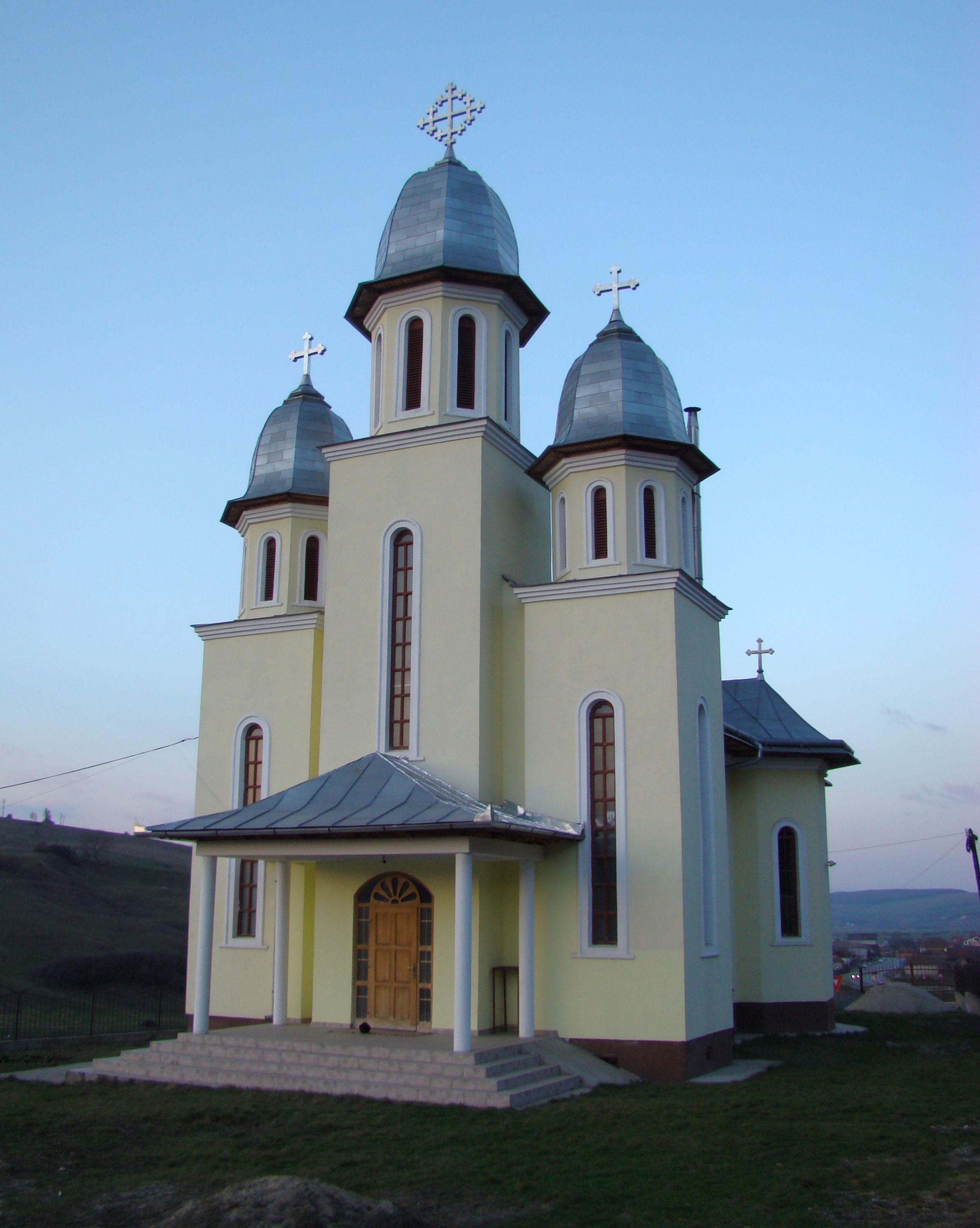
Biserica ortodoxă din satul Bunești